# Obervellach-West
Obervellach-West je naselje v Občini Zgornja Bela v Okraju Špital ob Dravi  na Koroškem v Avstriji.